# Abnob
Abnob (arabisch أبنوب, DMG Abnūb) ist eine Stadt  in Ägypten innerhalb des Gouvernement Asyut mit ca. 101.000 Einwohnern. Der Name der Stadt leitet sich von der altägyptischen Gottheit Anubis ab.

## Bevölkerungsentwicklung
| Zensusjahr | Einwohnerzahl |
| ---------- | ------------- |
| 1996       | 56.480        |
| 2006       | 67.526        |
| 2018       | 101.605       |

## Söhne und Töchter der Stadt
- Schenuda III. (1923–2012), Geistlicher